# دينيس لامبرت
دينيس لامبرت (مواليد 18 سبتمبر 1961) هو ملاكم كندي، مثّل بلاده في الألعاب الأولمبية الصيفية 1984.

## روابط خارجية
دينيس لامبرت على موقع أوليمبيديا (الإنجليزية)